# Ashraf Sekkaki
Pour les articles homonymes, voir Sekkaki.
Ashraf Sekkaki, surnommé Le Marocain de Malines ou encore Le Roi de l'évasion, né en 1983
à Malines (Belgique), est un criminel belge ayant opéré principalement en Belgique mais aussi aux Pays-Bas et au Maroc.
Déclaré « Ennemi public numéro 1 » des années 2000, il est notamment connu, en Belgique, pour des braquages médiatisés, pour ses évasions et pour ses réseaux de trafic de drogue. Ses évasions les plus marquantes sont celles de Turnhout en 2003, de la prison de Bruges en hélicoptère en 2009, et de la prison d'Oujda en 2010.
Il dirige ensuite une organisation criminelle de la Mocro Maffia en direct de sa cellule. En lien avec lui, deux de ses frères sont actifs dans le milieu criminel de Belgique.

## Biographie

### Jeunesse à Malines
Ashraf Sekkaki naît et grandit à Malines en Belgique néerlandophone dans une famille marocaine originaire d'Al Hoceïma, une ville d'une région montagneuse au nord du Maroc. Sekkaki a seulement treize ans lorsqu'il est interpellé pour la première fois par la police locale de Malines. Parmi ses délits, il compte déjà des braquages, des port d'armes et des menaces avec arme blanche. Il devient très tôt l'Ennemi numéro 1 de la police. Alors qu'il importe de la drogue dure à Anvers et réalise divers braquages, au commissariat, Ashraf Sekkaki nie quasiment toujours les faits. Il effectue une première évasion depuis le centre pour jeunes le plus sécurisé de Belgique. Libéré quelques mois plus tard, il retourne à Malines et commet plusieurs braquages le jour-même, sans être arrêté. Sekkaki retourne à Malines où il se fait remarquer dans des carjackings, des cambriolages et des fusillades. Arrêté par la police quelques semaines plus tard, il retourne au centre pour jeunes. Lors de son retour dans la prison pour jeunes de Mol, il est accueilli avec des applaudissements et des sifflets de la part de ses co-détenus. Au total, Ashraf Sekkaki se sera évadé quinze fois des centres de détention pour mineurs (IPPJ) de Belgique. Très jeune, il adopte déjà le surnom De Ontsnappingskoning (le roi de l'évasion).
Dix jours après avoir fêté ses seize ans derrière les barreaux et voulant s'évader une énième fois, Sekkaki menace un surveillant de l'égorger avec un ciseau en main. Pour la première fois, en 1999, bien qu'il soit encore mineur, il est soumis à une peine de neuf ans de prison, sur décision de la Justice correctionnelle. Il est alors soumis à une évaluation psychiatrique : un placement en hôpital psychiatrique est envisagé au cas où son quotient intellectuel serait relativement bas mais le diagnostic invalide finalement cette hypothèse. Il est donc transféré à la prison de Turnhout. En 2002, les gardiens trouvent une petite quantité d'héroïne dans la cellule de Sekkaki. Il est dès lors condamné à la prison à perpétuité. Il est orienté vers un internement psychiatrique.

### Évasion de la prison de Turnhout

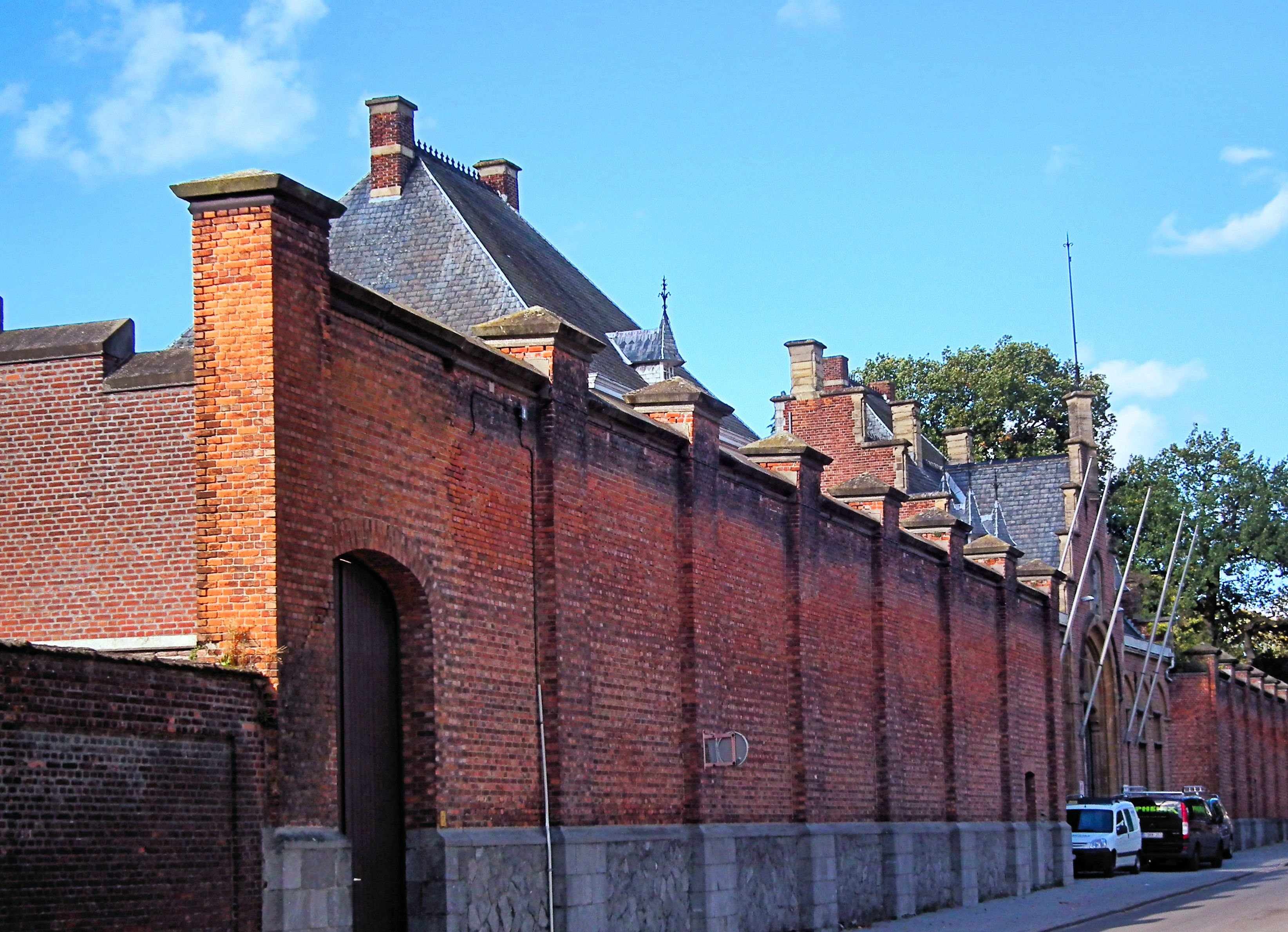
Sekkaki parvient à s'enfuir de la prison de Turnhout en 2003.

Dans la prison de Turnhout, Ashraf Sekkaki fait connaissance avec Majid Kacmi, un jeune Belgo-Marocain également, partageant les objectifs de carrière de Sekkaki dans le domaine de la criminalité. Avec ses co-détenus, Sekkaki communique en langue berbère, pour ne pas être compris de leurs gardiens. En 2003, il s'évade de la prison de Turnhout avec son co-détenu Majid Kasmi. Il est alors âgé de 20 ans seulement. La police belge retrouve des échelles à l'extérieur de la prison : les deux hommes avaient fait appel à des complices.

### Braquages et fusillades
Trois mois plus tard, quelques jours avant le nouvel an, les deux hommes restent introuvables. Sekkaki est alors repéré pour la première fois à Malines, dans le Korte Heistraat, à bord d'un véhicule immatriculé aux Pays-Bas. Muni d'un pistolet mitrailleur Uzi, le Belgo-Marocain est l'auteur d'une tentative d'assassinat sur deux barons de la drogue. Les services de police interviennent et entrent en confrontation directe avec l'organisation de Sekkaki. Des échanges de tirs ont lieu. À la suite d'autres incidents conjoints, Sekkaki parvient à prendre la fuite. 
Pendant une courte période, les médias belges adoptent le nom ''Axa-Bende'' (la "Bande Axa", en référence à la banque Axa) pour le grand nombre de braquages contre ses banques en Belgique. Quelques jours plus tard, en effet, plusieurs braquages ont lieu dans des banques à Anvers. Plusieurs témoins anversois disent avoir reconnu Sekkaki, muni d'une arme à feu, et sans oublier ses trafics de drogue. Sekkaki est alors considéré comme l'Ennemi public numéro 1 en Belgique. Lors de son arrestation cinq mois plus tard, en 2008, il est habillé en costume. Sekkaki comptait se rendre aux Pays-Bas pour rejoindre une partie de sa famille qui y réside. Ashraf Sekkaki fait son retour en prison, cette fois-ci à Bruges dans la prison de haute-sécurité la plus gardée de Belgique.

### Évasion de la prison de Bruges en hélicoptère
Le 23 juillet 2009, la Belgique est de nouveau sous le choc, à la suite d'une nouvelle évasion d'Ashraf Sekkaki, cette fois-ci en hélicoptère. Deux de ses complices ont planifié une randonnée touristique en hélicoptère à Dixmude. Ils demandent au pilote de survoler le Stade Jan-Breydel, qui est à quelques mètres de la prison de Bruges, quand, tout à coup, l'un des deux braque son revolver sur la tête du pilote, l'ordonnant de poser son appareil dans la promenade de la prison. L'une des deux complices est Lesley Deckers, fiancée du détenu Mohammed Johri et organisatrice de l'évasion. Trois détenus sont ainsi récupérés : Ashraf Sekkaki, Melloul et Mohammed Johri. Sekkaki est désormais considéré par Interpol comme le criminel le plus dangereux de Belgique. 

### Deux semaines de braquages et carjackings
Quelques minutes après, des tirs éclatent près d'un rond-point dans le centre-ville à Aalter. Un braquage a ensuite lieu dans une station service avant que ces derniers prennent la fuite avec un véhicule carjacké. En pleine fuite, Marleen Vervelghe, la propriétaire du véhicule carjacké, est prise en otage. La victime qui allait à la banque avait sur elle une somme de 10.000 euros, qui seront par la suite volés par le commando. La victime déclare : "Ils étaient occupés à parler dans un langage étrange, un pistolet était constamment braqué sur moi." Quatre heures plus tard, Sekkaki est aperçu à Gand dans un festival.
Quelques jours plus tard, Sekkaki est aperçu sur une caméra de surveillance dans un hôtel à Amsterdam. Sekkaki est seul et sans son organisation criminelle, en manque d'énormément d'argent, il retourne en Belgique pour commettre de nouveaux braquages. En été 2009, Sekkaki apparaît à la Une des journaux en Belgique et à l'étranger. Sekkaki a alors au moins 30 braquages à son actif. Il attaque de nouveau une banque et repart avec un butin de 18.000 euros. Quelques heures plus tard, à Turnhout, une autre banque est victime de braquage. Sekkaki repart avec un butin de 50.000 euros. Un jour plus tard, la mère de Sekkaki ( Faysa El Azouzi) lance publiquement un appel à son fils pour se rendre à la police, mais Sekkaki sera de nouveau l'auteur de deux autres braquages. En seulement deux jours, après son retour des Pays-Bas, Sekkaki empoche plus de 100.000 euros. Dans les jours qui suivent, Sekkaki ne laisse plus aucune trace.
La justice belge estime que le commando a pris la fuite vers l'étranger. Le 1er août 2009, les enquêteurs révèlent le départ de la mère de Sekkaki vers le Maroc. Les autorités soupçonnent alors Sekkaki de se trouver dans ce pays. Ils prennent contact avec les autorités marocaines, soulignant que les trois fugitifs sont d'origine marocaine et pourraient avoir pris la fuite au Maroc. Quelques jours plus tard, Abdelhaq Melloul est arrêté par les forces spéciales à Molenbeek-Saint-Jean après avoir échappé à une course poursuite à la Gare du Nord de Paris, en France. Les autorités françaises coopèrent alors avec la Belgique. Les enquêteurs français font l'étonnante découverte de quatre achats de tickets de train à la Gare du Nord de Paris, qui sont reliés au fugitif arrêté à Molenbeek. Les quatre personnes pourraient s'agir de Melloul, Sekkaki, Mohammed Johri et Lesley Deckers. Les criminels sont soupçonnés d'être en route vers le Maroc en train. La Belgique contacte les services spéciaux espagnols pour un arrêt immédiat d'un train qui arrivait à destination de Madrid. Le train est complètement fouillé et aucune personne ne sera retrouvée.
Dans une BMW louée en Allemagne, Sekkaki et Johri roulent jusqu'au sud de l'Espagne avant de prendre le bateau à destination du Maroc avec de faux passeports. Après deux jours au Maroc, Mohammed Johri est arrêté à Berkane. Sekkaki reste toujours introuvable. 

### Arrestation, évasion d'Oujda et nouvelle incarcération au Maroc
Étant au Maroc dans une période où le Roi Mohammed VI est en visite dans la ville d'Al Hoceïma, Sekkaki a du mal à trouver un endroit pour se cacher. La présence policière accrue en raison de la présence du roi l'empêche de retrouver sa famille dans les montagnes du Rif. Les trafiquants de drogue des montagnes menacent en outre de l'assassiner à la suite des difficultés pour continuer le trafic, avec la présence policière énorme non seulement du fait de la visite royale mais aussi à cause de sa présence à lui. À la suite d'une course-poursuite avec la police marocaine se terminant par un grave accident de voiture du malfaiteur, celui-ci parvient tout de même à s'enfuir en sautant d'une falaise. Bref répit, puisque, le 8 août 2009, Ashraf Sekkaki est arrêté de nuit par les services spéciaux. 
Lesley Deckers est la dernière des complices qui sera retrouvée, à Beeringen, en Belgique.
La justice marocaine condamne Ashraf Sekkaki à 14 ans de prison. La Cour d'appel d'Anvers a également condamné Ashraf Sekkaki à trois ans de prison pour association de malfaiteurs.
En novembre 2010, Sekkaki parvient à s'évader de la prison d'Oujda dans une valise, à un jour de son procès. Il est arrêté au bout de quelques jours, à 150 kilomètres de là, avant d'être transféré à Salé, dans la région de Rabat, dans la prison la plus sécurisée du pays.
En direct de sa cellule au Maroc, la chaîne VTM s'entretient avec Sekkaki. Ce dernier surprend la justice belge en faisant une déclaration menaçante et étonnante sur la justice marocaine : « J'ai été très mal traité au Maroc. Mais il y a une chose qu'ils ne savent pas : rien n'est pour toujours. Je vais vous le dire autrement, et je sais qu'ils vont m'écouter. Tant que mon sang continue à circuler dans mon corps, ces personnes ne vont pas connaitre la tranquillité. Je passerai ma vie entière en prison pour avoir leur tête entre mes mains. »
En juin 2016, on apprend par le journal La Dernière Heure qu'Ashraf Sekkaki projetait de s'évader de la prison de Salé à l'aide de complices de Bruxelles. Des armes et des explosifs ont été retrouvés chez ces derniers, qui ont ensuite été interpellés et inculpés pour appartenance à une organisation criminelle.

### Commanditaire de gang en direct de sa cellule(MocroMaffia 2015-2020)
En 2016, à la suite de nombreux règlements de compte à Anvers, en lien avec la Mocro Maffia, une enquête belge fait l'étonnante découverte qu'Ashraf Sekkaki dirige une organisation criminelle en Belgique en direct de sa cellule de Rabat au Maroc. La porte-parole du parquet Nele Poelmans déclare : « Les recherches ont progressé et il est devenu clair qu’il semblait être aux manettes, depuis sa cellule au Maroc, d’une bande plus large qui comptait deux de ses frères et un certain nombre de proches ».
Début 2017, ainsi, la presse belge révèle que, lors d'une fouille de voiture par la police, les deux jeunes hommes arrêtés, qui se trouvaient en possession d'un fusil automatique "Kalashnikov", travaillaient en fait pour Ashraf Sekkaki. Selon l'enquête de police menée après l'arrestation, leur objectif était le braquage d'un casino situé dans la région du Limbourg. Une troisième personne est arrêtée dans le cadre de ce cambriolage : le propriétaire de la voiture, qui a reçu ses ordres directement d'Ashraf Sekkaki.
En 2017, Oualid Sekkaki, le petit frère du « Caïd », est interpellé par la police à cause d’un réseau néerlando-marocain lié à la Mocro Maffia. 100.000 comprimés d’ecstasy et 25 kilos de cocaïne sont saisis dans sa voiture à la frontière des Pays-Bas. Il est inculpé également comme auteur d'une fusillade visant un trafiquant de drogue d'Hoboken, en Belgique. Le 19 décembre 2019, Oualid s'évade à son tour de la prison de Turnhout avec quatre autres co-détenus, qui seront tous arrêtés. Un mois plus tard, en janvier 2020, il envoie une carte postale à sa prison de Belgique, avec pour message : « Salutations de Thaïlande ». Le 2 Septembre 2020, et après l'évasion qui a duré 9 mois, le marocain Oualid Sekkaki est arrêté à Anvers en douceur jeudi soir dans le Limbourg, après avoir fait croire à tous qu’il se trouvait au soleil sur une plage paradisiaque.Et après une série d'enquêtes menées par la police belge et Interpol, des données ont émergé montrant que Oualid Sekkaki était en compagnie du gang Mocro Maffia , où il était protégé et caché. 
En mai 2020, un autre frère d’Ashraf, Nasr-dine Sekkaki  est arrêté pour un trafic de drogue dures à Malines ,et assigné à résidence avec une sangle de cheville.  En conséquence, des perquisitions ont été organisées par la police à différents endroits de Malines. Là encore, de la drogue et de l'argent ont été trouvés.  Il a également été arrêté au Maroc en 2010 pour son implication dans la préparation de l'évasion de son frère Ashraf à Oujda et aussi en 2013 pour avoir kidnappé sa petite amie . Il était également impliqué dans la culture de cannabis au sein d'un groupe des maisons et dans la vente  de cocaïne en Belgique et aux Pays-Bas. 
Les frères Sekkaki sont connus en Belgique comme de grands noms de la Mocro Maffia, célèbres pour leurs tentatives d’assassinats, kidnappings, braquages de banques et surtout pour le trafic de drogue.